# アメリカヒドリ
アメリカヒドリ（アメリカ緋鳥、学名:Mareca americana）は、カモ目カモ科に分類される鳥類の一種である。淡水鴨の一種。和名はアメリカ産のヒドリガモの意味。近縁種のヒドリガモとは雑種を作る。

## 分布
北アメリカ中部から北部で繁殖し、冬季は北アメリカ南部から中央アメリカ、西インド諸島に渡り越冬する。東シベリアの一部の地域でも繁殖しているといわれるが、詳細は不明。
日本へは数少ない冬鳥として毎年渡来するが、1-数羽での渡来がほとんどである。記録は、北海道から南西諸島まで各地である。たいていヒドリガモの群れに混じっている。

## 形態
体長45-56cm。翼開長76-89cm。雄成鳥は額から頭頂にかけてが淡いクリーム色で眼から後頭部にかけてが光沢のある緑色。眼の周囲は黒い。頬は黒褐色。胸から脇は赤褐色で下尾筒は黒い。雌成鳥は全体が褐色で、顔の部分がやや灰色がかっているが、ヒドリガモの雌との識別は難しい。嘴は雌雄とも青灰色で先端が黒い。前述のように、ヒドリガモとの雑種も見られるので、識別には注意が必要。

## 生態
越冬地では湖沼、河川、内湾などに生息する。ヒドリガモよりも淡水域を好む傾向がある。
食性は植物食。水面に浮かぶ植物性の葉や茎・根・種等を採食する。
繁殖形態は卵生。水辺からやや離れた草地などに営巣し、1腹7-9個の卵を産む。抱卵日数は24-25日である。